# Spreuken van Sextus
Spreuken van Sextus is een verzameling van 451 spreuken van een onbekende christelijke auteur. Het werk moet omstreeks het jaar 200 na Christus zijn ontstaan. Het behoort met de Lessen van Sylvanus tot de vroegchristelijke wijsheidsliteratuur. De oorspronkelijke Oudgriekse tekst was al bekend bij Origenes (ca. 185 - 253/254 n.Chr.), die er onder meer uit citeert in zijn Commentaar op het Evangelie volgens Matteüs. 
Er waren begin vierde eeuw al vertalingen van spreuken van Sextus in het Syrisch, Armeens, Ge'ez en Georgisch. Later in die vierde eeuw werd het werk vertaald in het Latijn door Tyrannius Rufinus van Aquileia (ca. 345 - Messina, 410). Rufinus stelde daarin dat paus Sixtus II (paus van 30 augustus 257 tot aan zijn dood in 258) de oorspronkelijke auteur was. Deze opvatting wordt in het vakgebied van de eenentwintigste eeuw verworpen. Er is ook een Koptische vertaling, die onderdeel uitmaakt van de vondst van de Nag Hammadigeschriften in 1945. 
Rufinus van Aquileia zou de tekst vertaald hebben op verzoek van 'de gracieuze en aristocratische dame Avita'. In een voorwoord van de tekst aan haar echtgenoot Apronianus spreekt  Rufinus de hoop uit dat het 'aan haar behoefte aan een theologisch traktaat tegemoet zal komen'. Hij voegt eraan toe dat het begrijpen van de tekst geen grote opgave zal zijn.  
De spreuken handelen over onderwerpen als bijvoorbeeld seksuele onthouding, vrijwillige armoede als ideaal, opvoeding, huwelijk, het betrachten van zwijgen en een teruggetrokken leven. De spreuken roepen tot een zekere ascese op. De Latijnse vertaling was in de vroege middeleeuwen in een aantal kloosterordes in Europa aanwezig. 

## Enkele voorbeelden van spreuken van Sextus
- Geen materiële bezittingen als persoonlijk eigendom te beschouwen, maar die te delen met anderen.
- Alleen vegetarisch te eten en zeker alle vormen van intoxicatie te schuwen.
- Vooral zwijgen te betrachten, indien spreken noodzakelijk is dit zo beknopt mogelijk te doen en behoedzaam te zijn met het verspreiden van de Goddelijke waarheid.
- Altijd een serieuze houding hebben en lachen vermijden.
- Begrijpen dat als deze regels niet gevolgd worden, de ziel opgeëist zal worden door demonen.